# Talyshstan

Área del idioma talysh

Talyshstan (también Talish, Talishstan, Tolışıston) es un término histórico y actual para "la tierra de Talysh". También se utiliza en ocasiones para evitar la homonimia con el nombre de la propia etnia, Talysh, según el patrón común de formación de nombres de territorios y países con el sufijo -stan. Talyshstan se divide en dos partes: El norte de Talyshstan en Azerbaiyán y el sur de Talyshstan en Irán. Al norte, linda con la llanura de Mugan en Azerbaiyán y se extiende en una estrecha franja a lo largo de la costa sur del Mar Caspio hasta el asentamiento de Kopulchal, ubicado cerca del puerto. de Anzali en Irán.
Talyshstan también se conoce a veces como la República Autónoma de Talysh-Mugan, que se declaró en 1993. Históricamente, el término Talyshstan ha sido encontrado por varios autores medievales en relación con la región de Gilan. El cartógrafo medieval Mohammad Saleh Esfahani usó una vez el término "Talyshstan" en 1609 en relación con Gilan. El topónimo “Talyshstan” en el condado de Lahijan (Gilan, Biye-pis), habitado por los talysh, es utilizado por Abd-Al-Fattah Fumeni en su obra “La historia de Gilan”. Según Muhammad Isfahani, Tálish es el nombre de un hijo de Jafet, hijo de Noé, cuyo nombre se le dio a una tribu de Gilán y cuyo país se llamó Tálishistán.